# Tabas
Tabas (în persană طبس) este un oraș din Iran.